# Microtus pennsylvanicus
Microtus pennsylvanicus là một loài động vật có vú trong họ Cricetidae, bộ Gặm nhấm. Loài này được Ord mô tả năm 1815.
Loài này được tìm thấy trên khắp Canada, Alaska và bắc Hoa Kỳ. Phạm vi của chúng kéo dài xa hơn về phía nam dọc theo bờ biển Đại Tây Dương. Một phân loài, chuột đầm lầy mặn Florida mặn (M. p. dukecampbelli), được tìm thấy ở Florida, và được phân loại là nguy cơ tuyệt chủng. Trước đây nó cũng được tìm thấy ở Chihuahua, Mexico, nhưng đã không được ghi nhận kể từ năm 1998.
Loài chuột đồng cỏ này hoạt động quanh năm, thường vào ban đêm. Chúng cũng đào hang dưới lòng đất, nơi chúng lưu trữ thức ăn cho mùa đông và chuột cái sinh con. Mặc dù những con vật này thường sống gần nhau, chúng lại hung dữ với nhau. Điều này đặc biệt rõ ở chuột đực trong mùa sinh sản. Chúng có thể gây thiệt hại cho cây ăn quả, vườn cây, và các loại cây trồng ngũ cốc thương mại.

## Hình ảnh

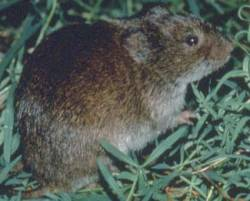
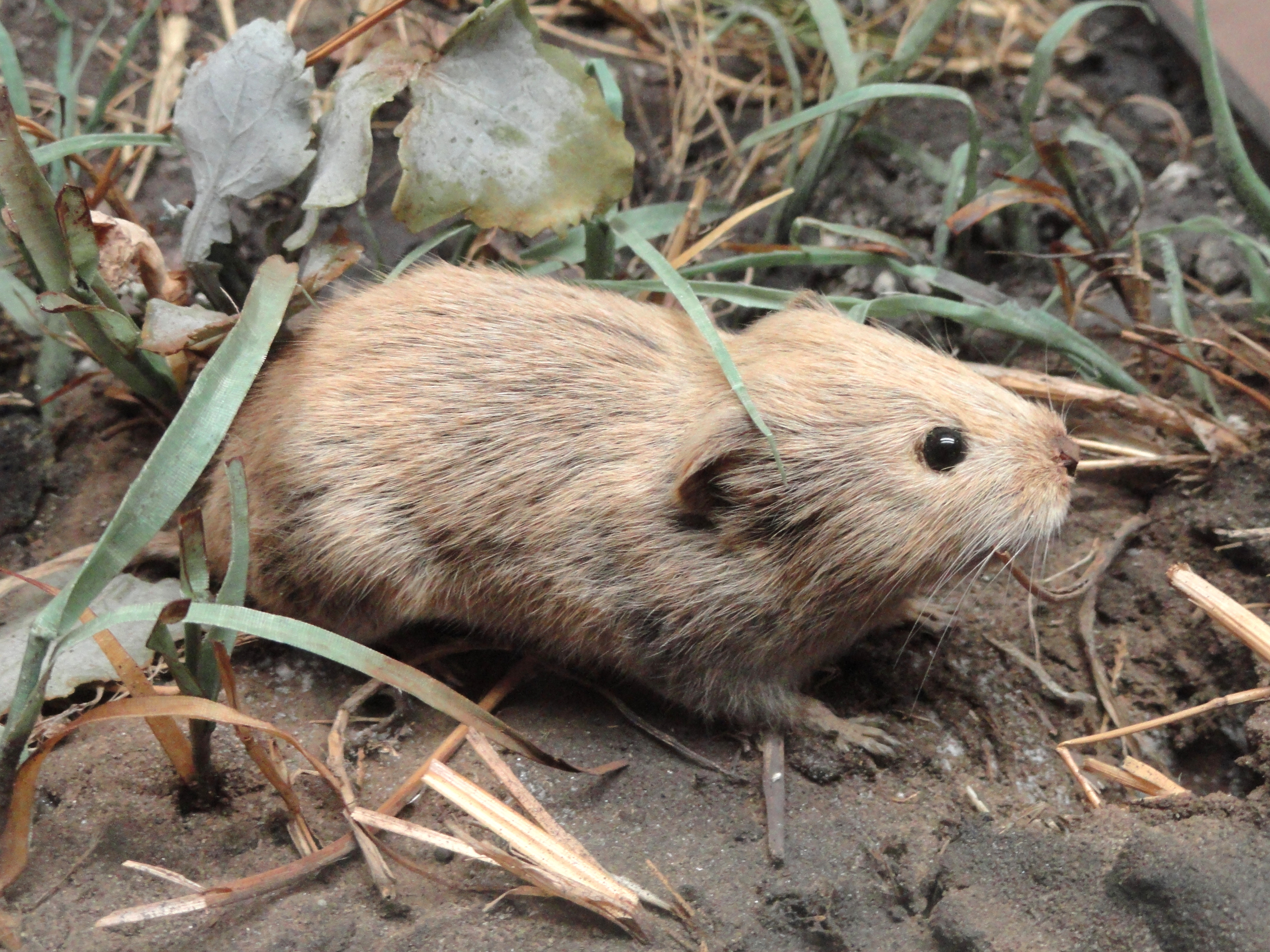
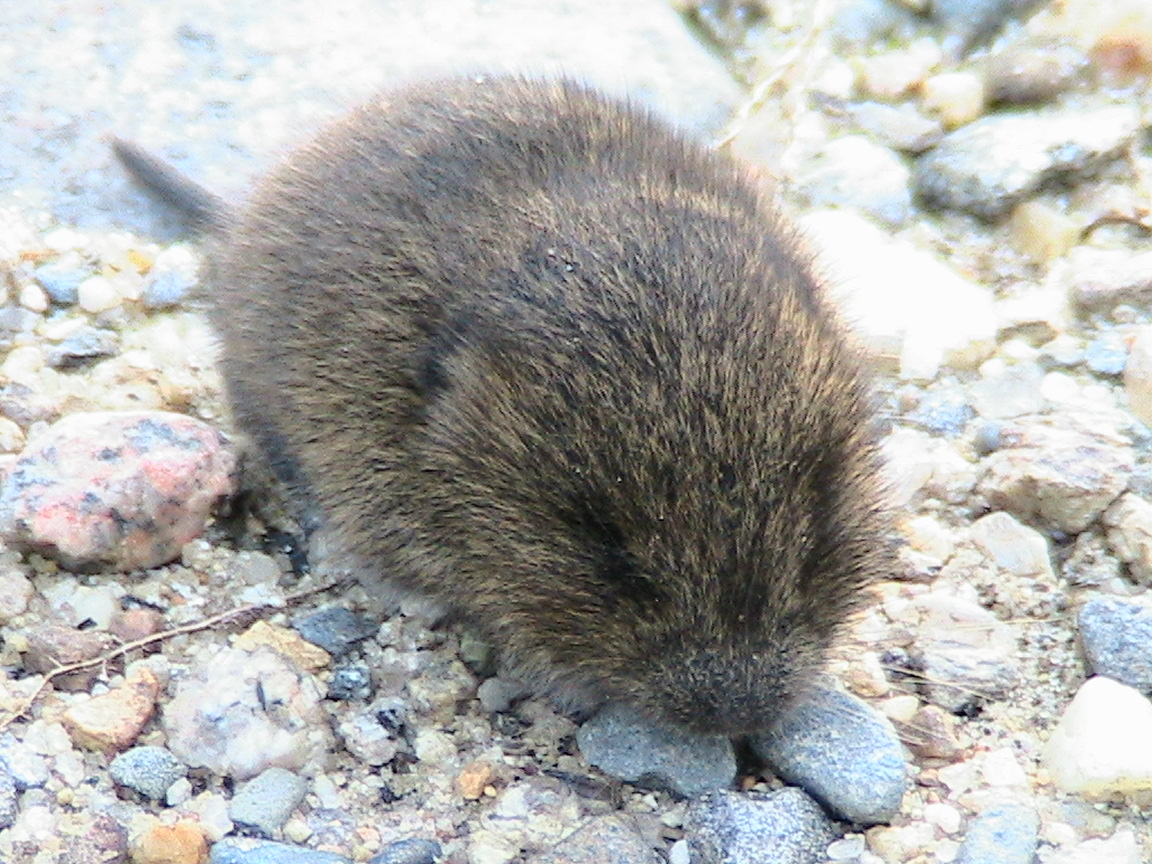
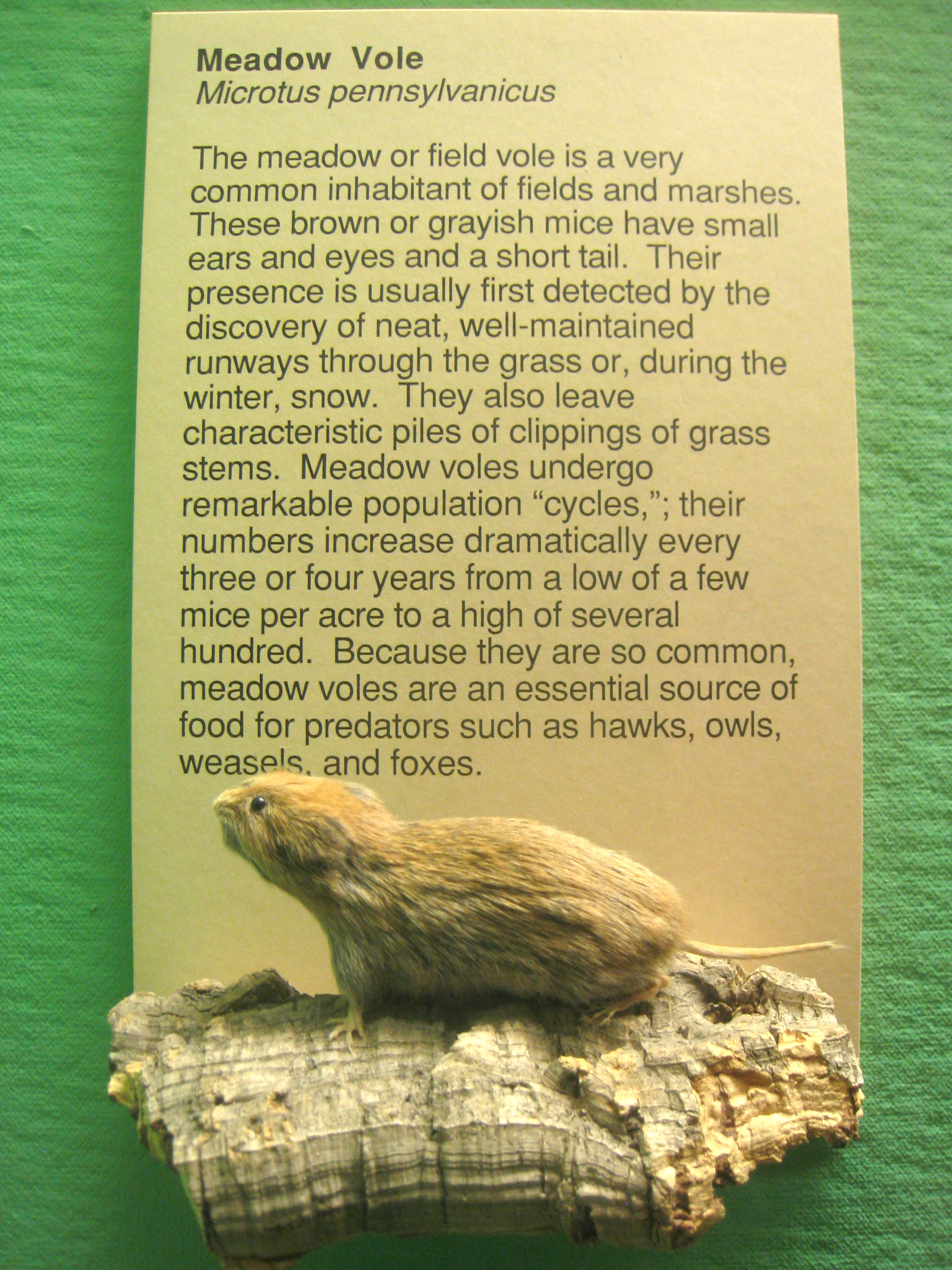